# Sonia Couling
Sonia Couling (en tailandés: ซอนย่า คูลลิ่ง; Bangkok, Tailandia; 18 de junio de 1974),  es una de las modelos más reconocidas en Tailandia, también es actriz, presentadora, video jockey en MTV Asia y productora ejecutiva. Ella fue la presentadora y productora ejecutiva de Tailandia's Next Top Model.

## Biografía
Ella nació en Bangkok, Tailandia. Tiene ascendencia tailandesa y británica. De origen euroasiático o Luk Kreung, es hija de un padre británico y madre tailandesa.
Posee un título de licenciatura de International Business de la European Business School en Reino Unido, habla con fluidez tailandés, inglés y francés, también habla alemán e italiano.
Sonia casada con Paul-Dominique Vacharasinthu (m. 2007), además tiene un hijo.

## Carrera
Tuvo su primer trabajo de modelaje con Seven Up a los 13 años. Ella ha modelado para Olay, Nivea, L'Oreal Asia y el Reino Unido, y muchas otras marcas.
Ella protagonizó película de Blood and High Heels (2012), The Mark (2012), The Mark 2: Redemption (2013) y Infierno en el paraíso (2013), serie de televisión, Tawan Yo Saeng (1997), Maya (2001), Sood Sanae Ha (2009) y Strike Back: Legacy (2015)
Ella fue la presentadora de los programas de televisión que incluyen Tailandia's Next Top Model (canal 3, 2005), también apareció en The Challenger Muay Thai (AXN, 2011) y The Face Tailandia temporada 4 (canal 3, 2018).

## Filmografía

### Películas
- 1997 Destiny Upside Down como Jik
- 2003 Final Combat como Butterfly
- 2007 History
- 2011 Largo Winch II: Conspiración en Birmania como Wang
- 2012 An Ordinary Love Story como Winie
- 2012 Blood and High Heels como Rose Red
- 2012 The Mark como Dao
- 2013 The Mark 2: Redemption como Dao
- 2013 Infierno en el paraíso (A Stranger in Paradise) como Chris
- 2014 Glory Days como Tammy
- 2018 General Commander como Sonia Dekker
- 2019 Paradise Beach como Aom
- 2019 Al B. and the Concrete Jungle como Jayla

### Dramas
- 1994 Sonthana Prasa Chon como Duaenden
- 1995 Chaopo Champen como Natcha
- 1996 Yiam Wiman como Waeophloy
- 1997 Tawan Yo Saeng como Tawan Yosaeng Dechabodin
- 1997 Lueatrak Lueatritsaya
- 1998 Khwamrak Kap Ngoentra como Irin
- 1999 Phreng Ngao como Miriam
- 2001 Maya como Phitawan Satchamat
- 2002 Nang Miao Yom Si
- 2002 Chaochai Huajai Ken Roi como Minya
- 2003 Phayakrai 6 Phandin como Pinpak
- 2009 Susan Phutesuan como Mataenai
- 2009 Sood Sanae Ha como Sophita Charukon
- 2010 Fai Amata como Kelly Yao
- 2012 Nuer Mek 2 como Rawi Ingkhaphat
- 2015 Ugly Betty Tailandia como Alisa "Alice" Phalakon
- 2015 Phoeng Dao como Rada Sasirada
- 2015 Strike Back: Legacy como Lawan (3 episodios)
- 2018 My Hero : Matuphoom Haeng Huachai como Madam Maytu A

## Programas de TV
- 1998-2000 MTV Asia
- 1998 Zoom
- 2000 Asian Television Awards
- 2005 Tailandia's Next Top Model
- 2005 Miss Universo 2005
- 2007 Asian Television Awards
- 20?? HBO Asia
- 2010 The Price of Beauty : Tailandia
- 2010 The One
- 2011 Miss Tierra 2011
- 2011 The Challenger Muay Thai
- 2012: Muay Thai Premier League
- 2013 Miss Grand Internacional 2013
- 2014 Miss Grand Internacional 2014
- 2017 Beauty Battle Thailand
- 2018 The Face Tailandia
- 2018 The Next Boy/Girl Band Tailandia
- 2018 The Face Men Tailandia (season 2)

## Producciones
- 2005 Tailandia's Next Top Model
- 2013 Infierno en el paraíso (A Stranger in Paradise)

## Anuncios Publicitarios
| - Seven Up (Tailandia) (debut) - Clairol Shampoo (en todo el mundo) - Olay Total Effects (Asia) - L'Oréal (Asia) - Rado Watches (Asia) - Nikon Cameras (Asia) - Coffeemate (Tailandia) - Sony Vega TV (Tailandia) | - AIS Gsm (Tailandia) - Sunsilk (Tailandia) - Nivea (Tailandia) - Spy Drinks (Tailandia) - Kodak Film (Tailandia) - Nissin Cup Noodle (Tailandia) - Doritos 3D (Tailandia) - Ocean 1 Tower (Tailandia) | - Honda (Tailandia) - Ricoh Printers (Tailandia) - Eucerin (Tailandia & Malasia) - Secrets Deodorant (Tailandia & Filipinas) - Smart Telecom (Filipinas) - Singapore Telecom (Singapur) - Haagan Dazs (Singapur) - Christian Dior; J’adore L’or (Tailandia) |